# Bakföld
Bakföld (esetleg: Bakfölde, angol eredetiben: Buckland) Tolkien világának, Középföldének egy része, a Borbuggyan (Baranduin) folyó és az Öregerdő közötti terület, a Borbak család otthona. A hobbit és a Gyűrűk Ura cselekményének idején Bakföld a Megyével szomszédos gyarmat vagy határvidék (amely eredetileg és hivatalosan sosem volt a Megye része), rajta több nagyobb település helyezkedik el.

## Történelem és kultúra
Harmadkor 2340 körül Aggbak Gorhendad – a mocsolyaszegi  Aggbak család feje – átkelt a Borbuggyanon (Baranduin), amely eredetileg a Megye  keleti határa volt, és a folyó keleti partján lévő domboldalban (Bakdomb) kivájta új birtokát, Bortelkét. A család, melynek nevét Gorhendad ekkor Borbakra változtatta, szépen gyarapodott, Bortelke kitöltötte a jókora domb egészét, s népe beépítette az egész környéket. „Borbakék és népes személyzetük ekkor az egész környéken turkálni [értsd: hobbit-üregeket építeni], majd később építkezni kezdtek, így alakult ki Bakföld, ez a sűrűn lakott földsáv a Folyó meg az Öregerdő között, a Megyének afféle gyarmata”. Bakföld eredetileg a Megyén kívüli területnek számított 
A megyei hobbitok (kivéve, akik Bakföld környékén laktak) különös, „habókos fajta” népeknek tartották a  bakföldieket, akik náluk talpraesettebbek voltak, kevésbé féltek a veszélytől, szerették a vizet, a csónakokat, sőt néhányan úszni is megtanultak.
A bakföldiek vezetője, a Borbak család feje a Telek Ura címet viselte. (Apja halála után Trufa (Borbak Trufiádok) lett Bakföld Ura, majd a negyedkor 14. évében megkapta Elesszár királytól az Északi Királyság kormányzója címet.). A szomszédos megyerész, Mocsolyaszeg lakosai körében is mindig Bakföld Ura számított a legfőbb tekintélynek, és az itteni nép jó barátságban élt a bakföldiekkel.
Frodó – mielőtt Bilbóhoz költözött volna – gyermekkorát Bakföldön, azon belül is Bortelkén töltötte. Amikor pedig távozni készült a Megyéből és eladta Zsáklakot, álcázásul Töbörlyukon vett magának egy vidéki házacskát.

## Földrajz
Bakföld a Borbuggyan folyótól keletre fekszik, eredetileg semmi sem védte az Öregerdő teremtményeitől. Éppen ezért az ide költöző hobbitok egy jó húsz mérföld hosszúságú sövényt telepítettek területük határára, mely emberöltők alatt magas és sűrű fallá nőtt, ez a Nagykerítés. A Nagykerítés északon a Borbuggyan hídjánál kezdődött és nagy ívben kanyarodva a Fűztekeres beömlésénél, Sövényfő közelében ért vissza a folyóhoz.
a Nagykerítés legészakibb végén található Bakföld kapuja, a Sövénykapu, itt ágazik le a Bríbe vezető Nagy Keleti Útról a délre, Bakvárba (majd Sövényfőre) vezető Bakföldi út.
Bakföld legjelentősebb és legnépesebb települése Bakvár. Közvetlen közelében helyezkedik el Bortelke, Bakföld Urának székhelye .
Karen Wynn Fonstad Középfölde atlasza c. műve a következő bakföldi településeket tünteti fel: Újfalva, Bakvár, Sövényfő, és Őrbánya. Töbörlyuk inkább csak egy egyetlen vagy nagyon kis számú házból álló birtok lehetett, semmint település (Fonstad valószínűsíti, hogy egyetlen házból állt).
Fontos átkelő a bakvári tutaj-rév, mely a Borbuggyan hídtól mintegy tíz mérföldre délre, Bakvár magasságában található a folyón. (Frodó, Samu, Trufa és Pippin a töbörlyuki házba tartva ezzel révvel keltek át a Borbuggyanon a Fekete Lovas elől menekülve.)

## Lásd még
- Megye (Középfölde)